# 马丁·比斯卡拉
马丁·阿爾貝托·比斯卡拉·科尔内霍（西班牙語：Martín Alberto Vizcarra Cornejo，西班牙語發音：[maɾˈtin alˈβeɾto βisˈkara koɾˈnexo]，1963年3月22日—），曾任秘鲁总统。
生於秘鲁首都利马。比斯卡拉毕业于秘鲁国立工程大学，曾在2011年至2014年間擔任莫克瓜省省长，並在2016年7月28日起擔任秘鲁第一副总统。2018年3月23日接替辞职的库琴斯基擔任秘鲁总统。

## 2019年秘鲁宪法危机
2019年9月30日，比斯卡拉宣佈解散国会，但國會拒绝聽從总统的命令，反而宣稱比斯卡拉辭職，并任命第二副总统梅塞德丝·阿劳斯为秘鲁新总统。秘鲁政府官员則表示，在比斯卡拉總統宣佈國會解散後国会的解職總統聲明是无效的。大批比斯卡拉支持者聚集在秘鲁立法宫外，抗议国会并要求罷免國會議員，同時秘鲁武装部队高層会见了比斯卡拉，并宣布軍方仍然承认他为秘鲁总统兼武装部队總司令。

## 國會彈劾
2020年11月10日，秘魯國會早前投票通過彈劾總統马丁·比斯卡拉的議案，指控他擔任地方首長期間，收受地產發展商的回佣，同時國會還指控其應對COVID-19疫情不力，並解除其職務。事件引起數以千計民眾周四在首都利馬與多個城市上街示威，反對國會的做法。期間發生警民衝突，警方使用橡膠子彈及催淚彈驅散人群，據報造成11人受傷。遭彈劾的比斯卡拉被視為政治中間派，深受選民歡迎，他批評反對派提出的證據虛假和未經證實。有分析指，比斯卡拉遭國會彈劾，反映出秘魯「府院之爭」的政治常態；比斯卡拉因無政黨背景，又推動反腐敗改革，例如禁止遭定罪官員再競選、限制議員的司法豁免權等，變相動搖到國會議員利益。